# Polar Park
Polar Park (tidigare Polar Zoo) är en djurpark i Salangsdalen, Bardu kommun, Troms fylke, Norge. Djurparken grundades 1994. Djurparken är känd som världens nordligaste djurpark, och visar djur från norra Skandinavien. Parken är också ett nationellt rovdjursscenter, auktoriserat av norska Miljødirektoratet.

## Djurarter
I Polar Park hålls stora rovdjur som brunbjörn, lodjur, järv, polarräv och varg, och av gräsätare hålls Nordens hjortdjur som kronhjort, myskoxe, ren och älg.

## Vargmöte
Parkens speciella begivenheter är WolfVisit möte med vargar, och FoxVisit när man får gå in till polarrävar.

## Priser
Inträde till Polar Zoo kostar 215 NOK (ca 235 svenska kronor) för vuxna; barn mellan 3 och 15 år betalar 125 NOK (ca 140 svenska kronor).